# Génos (Haute-Garonne)
Génos ist eine französische Gemeinde mit 73 Einwohnern (Stand 1. Januar 2022) im Département Haute-Garonne in der Region Okzitanien (zuvor Midi-Pyrénées). Die Einwohner werden als Génosiens bezeichnet.

## Geographie
Umgeben wird Génos von den fünf Nachbargemeinden:
|               | Sauveterre-de-Comminges                     |          |
| Mont-de-Galié | Kompassrose, die auf Nachbargemeinden zeigt | Malvezie |
| Lourde        | Saint-Pé-d’Ardet                            |          |

## Bevölkerungsentwicklung
| Jahr                      | 1962 | 1968 | 1975 | 1982 | 1990 | 1999 | 2006 | 2013 | 2016 | 2019 |
| ------------------------- | ---- | ---- | ---- | ---- | ---- | ---- | ---- | ---- | ---- | ---- |
| Einwohner                 | 64   | 53   | 74   | 93   | 84   | 75   | 90   | 82   | 74   | 68   |
| Quelle: Cassini und INSEE |      |      |      |      |      |      |      |      |      |      |

## Sehenswürdigkeiten

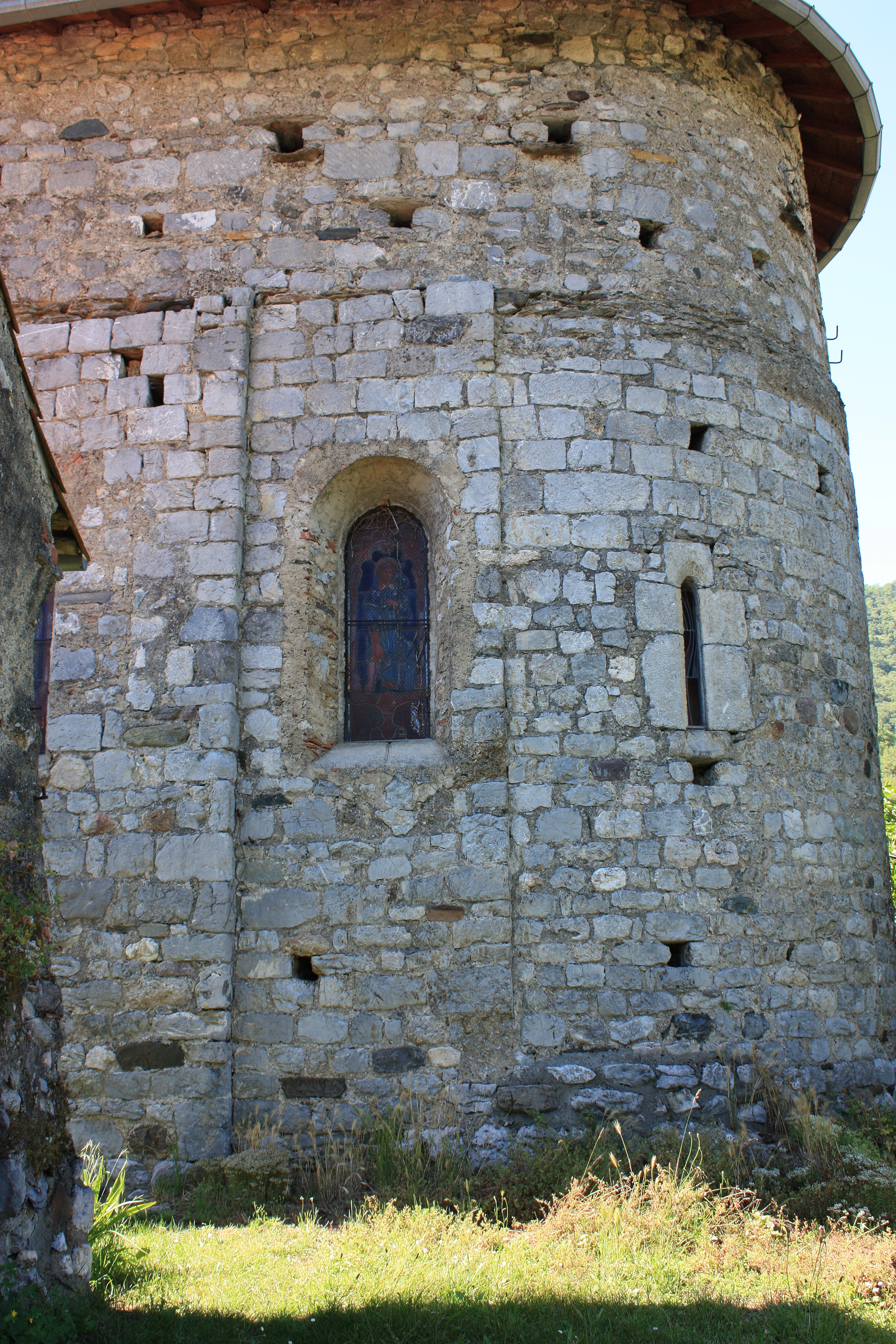
Apsis der Kirche St-Roch

- Kirche St-Roch mit romanischem Taufbecken, erbaut ab dem 12. Jahrhundert

Siehe auch: Liste der Monuments historiques in Génos (Haute-Garonne)